# Associació Egueiro
L'Associació Egueiro és una entitat que des de principis de la dècada del 1980 treballa en l'àmbit de la rehabilitació de les persones amb problemes de drogodependències. En col·laboració amb l'Administració, l'entitat ha permès tractar més de vuit mil pacients des de diverses comunitats terapèutiques. El 2015 aquesta entitat va rebre la Creu de Sant Jordi "en reconeixement de la seva capacitat d'adaptació a les necessitats canviants del col·lectiu que atén".